# Йоганнес ван Дейк
Йоганнес ван Дейк (нід. Johannes van Dijk, 4 липня 1868 — 25 серпня 1938) — нідерландський академічний веслувальник.
Бронзовий призер Олімпійських Ігор 1900 року в складі вісімки.